# Amos Dolbear
Amos Emerson Dolbear, né le 10 novembre 1837 à Norwich dans le Connecticut et mort le 23 février 1910, est un physicien et inventeur américain. Dolbear a étudié la conversion d'allumage électrique en ondes sonores et impulsions électriques. Il a été enseignant à l'université du Kentucky à Lexington de 1868 à 1874. En 1874, il devient le président du département de physique à l'université Tufts à Medford dans le Massachusetts.
En 1899, un de ses brevets est acheté par l'American Wireless Telephone and Telegraph Company dans une tentative infructueuse de concurrencer les activités de télégraphie de Guglielmo Marconi aux États-Unis.

## Biographie
Amos Dolbear est diplômé de l'université Wesleyenne de l'Ohio à Delaware. Alors qu'il y est étudiant, il invente un télégraphe parlant. Il invente le premier récepteur téléphonique contenant deux fonctions du téléphone moderne (un aimant permanent et une membrane métallique faite à partir d'un ferrotype) en 1865, soit 11 ans avant qu'Alexander Graham Bell ait fait breveter son modèle. Dolbear ne pourra prouver sa réclamation, si bien que le brevet de Bell est maintenu. Il perd devant la Cour suprême des États-Unis (Dolbear contre American Bell Telephone Company). L'édition du 18 juin 1881 de la revue Scientific American rapporte :
« si [Dolbear] avait été attentif aux formalités du bureau des brevets, il est possible que le téléphone parlant, aujourd'hui si largement crédité à M. Bell serait recueilli parmi ses propres lauriers ».
En 1876, Dolbear brevette un téléphone électrique avec magnéto. Il fait breveter un téléphone statique en 1879 et en 1881 un téléphone électrostatique à condensateur. En 1882, Dolbear était en mesure de communiquer sur une distance de 400 mètres sans fil en terre. Son dispositif s'appuie sur la conduction électrique dans le sol, qui est différente des transmissions radio ultérieures qui utilisent le rayonnement électromagnétique. Il reçoit un brevet américain pour un télégraphe sans fil en mars de cette même année. Son installation utilise des téléphones reliés au sol par des tiges métalliques plantées en terre. La portée de transmission est d'au moins 800 mètres. Il obtient un brevet pour cet appareil, le (en) Brevet U.S. 350299, en 1886, (il n'a pas breveté son système en Europe).
En 1899, le New England Wireless Telegraph and Telephone Company, une filiale de la Wireless Telephone and Telegraph Company américaine, achète le brevet de 1886 de Dolbear et dépose une plainte contre Guglielmo Marconi pour contrefaçon. Toutefois, en mars 1901, un tribunal des États-Unis rejette la poursuite. En avril 1902, American Wireless lance une pétition au Congrès pour prolonger le brevet de 1886 pour dix années, mais sans succès, de sorte qu'il a dûment expiré le 4 octobre 1903. En 1905, le tribunal de New York note en outre que le brevet de Dolbear est « inopérant, et que, même s'il l'avait été, il s'opère en vertu de lois et de phénomènes électriques radicalement différents » de la radio utilisée par Marconi.
Dolbear a également inventé un kaléidoscope (un instrument de visualisation de vibrations d'ondes sonores, en utilisant un miroir monté sur une membrane) et un système d'éclairage à incandescence.
Il est aussi l'auteur de plusieurs livres, articles et brochures, et a été reconnu pour ses contributions à la science à la fois l'Exposition universelle de Paris et à la Crystal Palace Exposition en 1882.
En 1897, Dolbear publie un article « Le cricket comme un thermomètre » dans lequel il établit une corrélation entre la température ambiante et la fréquence à laquelle le grillon stridule, la formule développée dans cet article est connue sous le nom loi de Dolbear.

## Publications
Livres
- The Art of Projecting, Boston, 1876
- The Speaking Telephone, 1877
- Sound and its Phenomena, 1885
- First Principles of Natural Philosophy, Boston, 1897
- Modes of Motion, Boston, 1897
- Matter, Ether, and Motion

Articles de journaux
- The Cricket as a Thermometer, The American Naturalist, vol. 31, no 371, novembre 1897, p. 970–971, publié par l'University of Chicago Press pour l'American Society of Naturalists[5]

Brevets
- Téléphone électrostatique à condensateur, brevet US 239 742 A, 5 avril 1881[6],[2]
- Télégraphe sans fil, brevet US 350 299, 5 octobre 1886[4],[3]